# Palm VII
El Palm VII era un assistent digital personal creat per la divisió de Palm Computing de 3Com.
El Palm VII va ser el Palm més car venut fins ara, amb un preu unitari a partir de 599 dòlars EUA. Malgrat l'alt preu, el Palm VII es va mostrar popularment com un dels primers

## Primera tauleta web
El dispositiu comptava amb una antena utilitzada per a la comunicació de dades sense fil, la primera per a un dispositiu Palm. La connectivitat es va proporcionar a través de la xarxa Mobitex, sota l'ara desaparegut servei Palm.net. Les aplicacions de retall web, també conegudes com a aplicacions de consulta de Palm (PQA) feien ús de la xarxa per sol·licitar i publicar dades web.

### Servei basat en la ubicació
Els dispositius també van proporcionar als desenvolupadors de PQA la posició de l'usuari, en forma de codi postal, convertint el Palm VII en la primera plataforma mòbil de serveis basats en la ubicació habilitada per a la web. El cost del servei era de 14,95 dòlars mensuals i permetia veure un nombre limitat de pàgines web.